# مجموعة العمل المالي
مجموعة العمل المالي (بالإنجليزية: Financial Action Task Force) (ويختصر: فاتف "FATF")، هي منظمة حكومية دولية مقرها في العاصمة الفرنسية باريس، أسست سنة 1989م بمبادرة من مجموعة الدول الصناعية السبع. تعمل المجموعة على سن المعايير الدولية لمكافحة غسل الأموال وتمويل الإرهاب وانتشار التسلح. ويذكر أن موضوع تمويل الإرهاب أضيف إلى قائمة أهداف المجموعة في عام 2001 بعيد هجمات 11 سبتمبر. كما تقوم المجموعة بتقييم مدى التزام الدول بتلك المعايير، حيث تستهدف حماية النزاهة المالية على الصعيد الدولي. في وقت تأسيسها، كانت مجموعة العمل المالي تضم 16 عضواً، وبحلول عام 2023 ارتفع هذا العدد إلى 40 عضواً. وقد انضمت المملكة العربية السعودية إلى هذه المنظمة كأول دولة عربية وذلك يوم الجمعة 21 يونيو 2019، نظير جهودها في محاربة غسل الأموال وانتشار التسلح وتمويل الإرهاب.
منذ عام 2000، حافظت مجموعة العمل المالي على القائمة السوداء الرسمية (المسماة رسميًا "نداء العمل") والقائمة الرمادية (المسماة رسميًا "الدول الخاضعة للمراقبة"). أدت القائمة السوداء إلى تحويل المؤسسات المالية مواردها وخدماتها بعيدًا عن الدول المدرجة. وبدورها، حفزت هذه الخطوة الفاعلين الاقتصاديين والسياسيين المحليين في الدول المدرجة للضغط على حكوماتهم لتقديم لوائح متوافقة مع متطلبات مجموعة العمل المالي.
في عام 2024 تم إدراج لبنان في القائمة الرمادية، ما يعرضه لمراقبة دولية متزايدة ولذلك يجب عليه إثبات أنه يعمل على تصحيح المشكلات المتعلقة بمكافحة غسيل الأموال وتمويل الإرهاب. فإذا فشل في تنفيذ المتطلبات أو لم يقم بالتغييرات اللازمة في الوقت المحدد، فقد يتم تصنيفه في القائمة السوداء، حيث سيواجه قيودًا اقتصادية أكثر صرامة وقد يجد صعوبة أكبر في التعامل مع النظام المالي الدولي.

## الأعضاء والمنظمات
اعتبارًا من أكتوبر 2023، تضم مجموعة العمل المالي 38 دولة كأعضاء كاملين. ومع ذلك، من خلال العديد من الهيئات الإقليمية المرتبطة، تتكون شبكة مجموعة العمل المالي من 187 دولة إجمالًا، اعتبارًا من عام 2012. كما تعمل مجموعة العمل المالي بشكل وثيق مع عدة منظمات دولية وإقليمية. يتم تقييم البلدان من قبل مجموعة العمل المالي للتأكد من أنها تلتزم بالقوانين واللوائح التي تفرضها المجموعة.

#### الأعضاء الكاملون
اعتبارًا من 2023، تتكون مجموعة العمل المالي من 38 ولاية قضائية عضوة ومنظمتين إقليميتين، تمثل معظم المراكز المالية الكبرى في جميع أنحاء العالم:

#### المنظمات الإقليمية
1. المفوضية الأوروبية
2. مجلس التعاون لدول الخليج العربية

#### الدول والولايات القضائية الأخرى
1. الأرجنتين
2. أستراليا
3. النمسا
4. بلجيكا
5. البرازيل
6. كندا
7. الصين
8. الدنمارك
9. فنلندا
10. فرنسا
11. ألمانيا
12. اليونان
13. هونغ كونغ
14. آيسلندا
15. الهند
16. إندونيسيا
17. أيرلندا
18. إسرائيل
19. إيطاليا
20. اليابان
21. كوريا الجنوبية
22. لوكسمبورغ
23. ماليزيا
24. المكسيك
25. هولندا
26. نيوزيلندا
27. النرويج
28. البرتغال
29. روسيا
30. السعودية
31. سنغافورة
32. جنوب إفريقيا
33. إسبانيا
34. السويد
35. سويسرا
36. تركيا
37. المملكة المتحدة
38. الولايات المتحدة[13]

## القائمتان - السوداء والرمادية
تحدد مجموعة العمل المالي (FATF) الولايات القضائية ذات الإجراءات الضعيفة في مكافحة غسل الأموال وتمويل الإرهاب في وثيقتين عامتين تصدرهما المجموعة ثلاث مرات في السنة. وقد أثبتت عملية مجموعة العمل المالي في الإدراج العلني للدول ذات الأنظمة الضعيفة لمكافحة غسل الأموال وتمويل الإرهاب فعاليتها. واعتباراً من أكتوبر 2024، قامت مجموعة العمل المالي بمراجعة 137 دولة وولاية قضائية، وحددت علناً 112 منها. ومن بين هذه الدول، قامت 85 دولة منذ ذلك الحين بإجراء الإصلاحات اللازمة لمعالجة نقاط الضعف في أنظمة مكافحة غسل الأموال وتمويل الإرهاب لديها، وتم رفعها من هذه العملية.

#### الدول عالية المخاطر الخاضعة لنداء للعمل - القائمة السوداء
تحدد المجموعة الدول أو الولايات القضائية التي تعاني من أوجه قصور استراتيجية خطيرة في مكافحة غسل الأموال وتمويل الإرهاب وتمويل انتشار الأسلحة. بالنسبة لجميع الدول المصنفة على أنها عالية المخاطر، تدعو مجموعة العمل المالي جميع الأعضاء وتحث جميع الولايات القضائية على تطبيق العناية الواجبة المعززة، وفي الحالات الأكثر خطورة، تُدعى الدول إلى تطبيق إجراءات مضادة لحماية النظام المالي الدولي من مخاطر غسل الأموال وتمويل الإرهاب وتمويل انتشار الأسلحة المستمرة المنبعثة من تلك الدول.
توجد ثلاث دول فقط على القائمة السوداء لمجموعة العمل المالي، وهي:
- إيران
- كوريا الشمالية
- ميانمار[14]

#### الدول الخاضعة للمراقبة المتزايدة - القائمة الرمادية
عندما تضع مجموعة العمل المالي دولة ما تحت المراقبة المتزايدة، فهذا يعني أن الدولة قد التزمت بحل أوجه القصور الاستراتيجية المحددة بسرعة ضمن أطر زمنية متفق عليها وتخضع لمراقبة متزايدة.
وهي الدول التالية:
1. الجزائر
2. أنغولا
3. بلغاريا
4. بوركينا فاسو
5. الكاميرون
6. ساحل العاج
7. كرواتيا
8. جمهورية الكونغو الديمقراطية
9. هايتي
10. كينيا
11. لبنان
12. مالي
13. موناكو
14. موزمبيق
15. ناميبيا
16. نيجيريا
17. الفلبين
18. جنوب إفريقيا
19. جنوب السودان
20. سوريا
21. تنزانيا
22. فنزويلا
23. فيتنام
24. اليمن[14]

وعلى سبيل المثال وضعت مجموعة العمل المالي لبنان على القائمة الرمادية بسبب قضايا تتعلق بغسل الأموال وتمويل الإرهاب. ويأتي هذا القرار في وقت يمر فيه لبنان بأزمة مالية منذ عام 2019، تتفاقم بفعل الأزمات السياسية والاقتصادية، بالإضافة إلى الهجمات الإسرائيلية ضد حزب الله منذ أن شن الحرب ضدها في عام 2023، مما أدى إلى تدمير العديد من البنى التحتية والمباني في البلاد وزيادة الصعوبات الاقتصادية الموجودة. وتعني هذه الخطوة أنه إذا اتخذت لبنان الإجراءات المطلوبة، وامتثلت للأوامر الدولية، وعملت على تنظيم النظام المالي والقانوني، فسيتم إزالتها من القائمة، ويتغير هذا القرار وفقًا للإجراءات التي تتخذها الدولة.

## وصلات خارجية
- الموقع الرسمي
- Eurasian Group on Combating Money Laundering and Financing of Terrorism (EAG) FATF-Style Regional Bodies